# ثلاثة على الطريق (فلم)
ثلاثة على الطريق فيلم إثارة مصري من إنتاج سنة 1993. الفيلم من إخراج وتأليف محمد كامل القليوبي، وإنتاج عادل حسني، ومن بطولة محمود عبد العزيز، وعايدة رياض، ونادر حسن، وأمل إبراهيم، ولطفي لبيب. وهو الفيلم الروائي الأول للمخرج محمد كامل القليوبي.

## القصة
محمود سائق شاحنة يعمل ما بين الأقصر والمحلة، يتعرض لمغامرات كثيرة خلال رحلته في الذهاب والإياب. في إحدى الغُزر تعرف على الراقصة تحية وأعطاها بعض المال مقابل قضاء وقت ممتع معها فصحبته سرًا إلى خيمتها وأسقته شرابًا مخدرًا نام على أثره، واستيقظ في الصباح فوجد نفسه في العراء وقد رحلت الراقصة والفرقة والخيام ومعهم كل نقوده، فاضطر للذهاب للمعلم مغاوري تاجر المخدرات الذي أعطاه كمية من المخدرات لتوصيلها لبني سويف مقابل ألف جنيه.
الطفل خليل يعاني من قسوة أبيه وزوجة أبيه فهرب من البيت وطلب من محمود أن يصحبه معه لتوصيله إلى طنطا عند أمه. علي غرر بفتاة فحملت منه وأراد اجهاضها في سوهاج فركب مع محمود الذي تشاجر معه بعد علمه بالأمر وتطور الشجار حتى وصل إلى قسم الشرطة وهناك اضطر علي للزواج من فتاته. ركب معه طالبين أحدهم شيوعي والآخر من الإخوان المسلمون ويحملان منشورات، وعند أول نقطة مرور طلب منهم محمود النزول حتى لايراهم ضباط المرور لأنه من الممنوع اصطحاب ركاب، وتم تفتيش الشاحنة وعُثر على المنشورات وقبض عليه واحتار الضابط معه هل هو شيوعي أم إخواني، وأخيرًا خلص إلى أنه يتبع تنظيم جديد هو الإخوان الشيوعيين وأفرج عنه مع مراقبته.
وفي مولد سيدى السرياقوسي بأسيوط عثر على الراقصة تحية وإصطحبها إلي الشاحنة ليقضي مأربه منها، وحينما خلعا ملابسهما هاجمهم أصحاب المولد ومعهم سيد الطبال وإسماعيل رئيس الفرقة، فسار خليل بالشاحنة بعيدًا، فسقطت ملابسهم في الطريق ولم يتبقي إلا إيشارب تحية وجوارب محمود، وأصبحوا عرايا وليس لديهم ملابس، ولكن محمود تمكن من سرقة ملابس بعض الصبية الذين يسبحون في الترعة وارتداها هو وتحية الراقصة والتي نزلت عند صديقة لها في أبو قرقاص بالمنيا. ولأنه لا يملك نقودًا لجأ إلي بيع جزء من المخدرات وطلب من المعلم إعادة طرب الحشيش إلى طبيعتها حتى لايعرف أصحابها ولكن المعلم خدعه بأن استبدل المخدرات بنبات الحنة دون أن يدري محمود، وفي الطريق اكتشفت إحدى الأكمنة وجود المخدرات مع محمود، فقُبض عليه ولكن المعمل الجنائي أثبت انها حناء فأفرجوا عنه. وفي بني سويف سلم محمود الحناء على أنها مخدرات إلى أفراد العصابة وحينما اكتشفوا الحقيقة طاردوه. 
وصل محمود ومعه خليل إلي طنطا عند أم خليل أو سعاد والتي اكتشفوا أنها راقصة أفراح ولم يرحب زوجها بخليل الذي هرب من بيت أمه، ولحق بمحمود وطلب منه أن يعمل معه تباعًا حتى يكبر ويتعلم المهنة ويعتمد على نفسه، وفي بداية الطريق تعرضت لهم عصابة المخدرات وأطلقوا عليهم الرصاص ولكن تدخلة الشرطة التي كانت تراقبه، وهكذا بدأت المتاعب من جديد.

## طاقم التمثيل
- محمود عبد العزيز بدور محمود[3]
- عايدة رياض بدور تحية
- نادر حسن بدور الطفل خليل
- أمل إبراهيم بدور سعاد
- لطفي لبيب بدور سيد الطبال
- أيمن شاهين بدور علي
- بدرية عبد الجواد بدور زوجة والد خليل
- مصطفى الشامي بدور والد خليل
- أبو الفتوح عمارة بدور إسماعيل
- عثمان عبد المنعم بدور المعلم مغاوري
- محمد يوسف
- علي حسنين
- نبوية سعيد
- سمر بدور راقصة
- سحر بدور راقصة
- مها ياسين
- مجدي الجندي
- مطاوع عويس
- خالد صبري
- سامح صلاح
- محمد صلاح العزب
- حامد سعيد
- خالد عبد
- عطية الدرديري
- أشرف راجح
- عبد الرازق فوزي
- محمد حسان
- جورج غالي
- سونيا محمود
- منى مرسي
- ماجد حبشي
- الهام عبد الفتاح
- تامر أشرف
- محمود البنا

## وصلات خارجية
- ثلاثة على الطريق على موقع قاعدة بيانات الأفلام العربية
- ثلاثة على الطريق على موقع IMDb (بالإنجليزية)